# Vest-Svenska Dagbladet

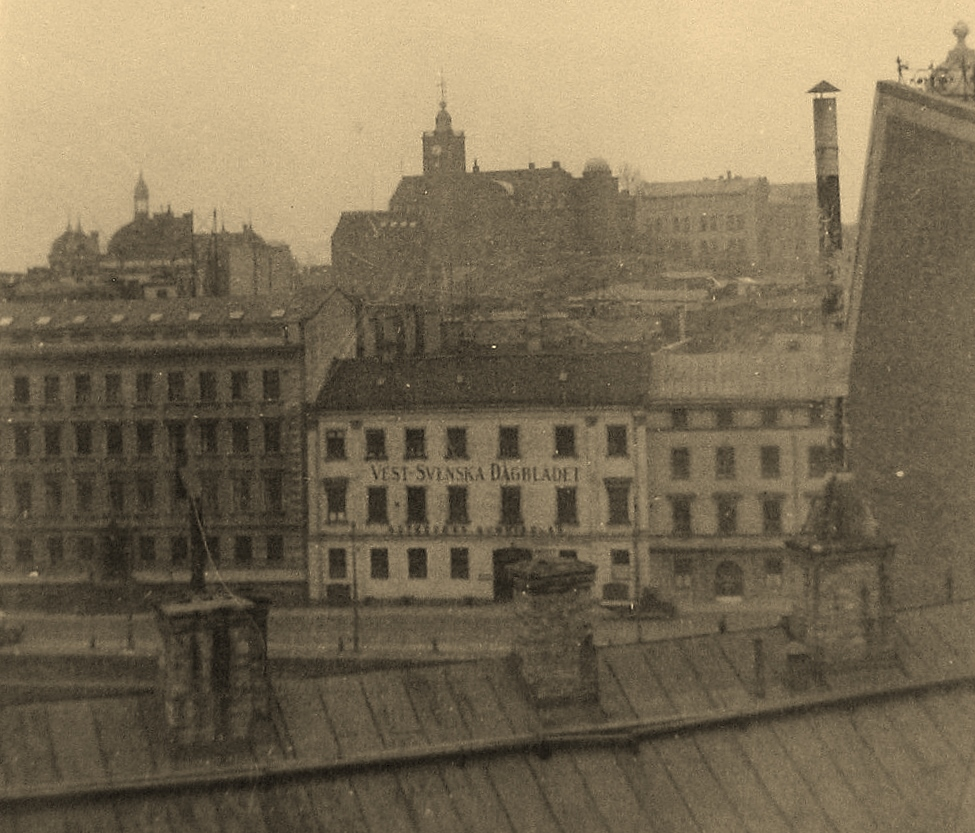
Vest-Svenska Dagbladets hus på Norra Hamngatan 8 i Göteborg.

Vest-Svenska Dagbladet, även stavat Vestsvenska Dagbladet, var en svensk tidning, som gavs ut i Göteborg mellan juli 1928 och maj 1940. Den var först ett pressorgan för Högerpartiet men blev från början av 1930-talet nazistisk. Tidningen kallade sig för ett Folkligt konservativt organ, och påstod sig vara Göteborgs Aftonblads efterträdare.
Malte Welin var chefredaktör 1928-1933 och Axel Olson redaktionschef 1928-1930. Redaktionssekreterare under perioden 1928-1934 var Thorsten Widås och Nils Lundahl var medarbetare i redaktionen kring 1930 och E. W. Lundgren kring 1932.
Redan från början visade Vest-Svenska Dagbladet stor sympati för den politiska utvecklingen i Tyskland, och fram till 1933 erhöll den finansieringen från Tyskland, bland annat genom 6000 skenprenumeranter. I april 1932 bjöd bland andra fabrikör Albert Larsson, fabrikör G. A. Svensson, kontraktsprost Ivar Wallerius, komminister Johan Edvin Darell och kyrkoherde Arvid Hellström, med speciellt inbjudne gästen kyrkoherde Erik Fahl, in till ett möte i Prästgymnasiets aula, då Vest-Svenska Andels & Garantiförening bildades. Huvuduppgiften för föreningen skulle enligt Hellström vara "att sörja för att Vest-Svenska Dagbladet icke genom aktiemajoritet i själva tidningsbolaget råkar i sådana händer, att den kan gå förlorad för den goda fosterländska, konservativa och kyrkliga åskådningen". Åren fram till 1934 kom tidningen ut sex dagar i veckan. Därefter gick det ekonomisk sämre för tidningen, som därmed utkom oregelbundet med två till tre nummer i veckan.